# Conchotopoda belcki
Conchotopoda belcki is een rechtvleugelig insect uit de familie sabelsprinkhanen (Tettigoniidae). De wetenschappelijke naam van deze soort is voor het eerst geldig gepubliceerd in 1887 door Karsch.
1. ↑  (en) Conchotopoda belcki op de IUCN Red List of Threatened Species.